# Gabriel Benítez
Gabriel Benítez (Tijuana, Baja California; 15 de junio de 1988) es un artista marcial mixto mexicano que compite en la división de peso pluma. Benitez fue campeón de peso pluma en Ultimate Warrior Challenge México y posteriormente concursante de The Ultimate Fighter: Latinoamérica 1, antes de llegar a la Ultimate Fighting Championship (UFC).

## Primeros años
Benítez nació en la ciudad fronteriza de Tijuana, México, y comenzó a entrenar MMA cuando tenía 18 años.

## Carrera de artes marciales mixtas

### Carrera temprana
Benítez comenzó su carrera profesional en 2007, debutando en la promoción mexicana UWC, y acumuló un récord de 16-4 antes de firmar con la UFC.

### The Ultimate Fighter: Latin America 1
Benítez fue seleccionado como uno de los miembros del reparto de The Ultimate Fighter: Latin America 1, la serie de televisión de la UFC The Ultimate Fighter Serie de televisión, con el equipo de Cain Velasquez en abril de 2014.
En la ronda de eliminación, Benítez sometió a Diego Rivas por estrangulamiento por detrás en el segundo asalto. Benítez se enfrentó después a Leonardo Morales en las semifinales y perdió por decisión unánime.

### Ultimate Fighting Championship
Benítez hizo su debut promocional el 15 de noviembre de 2014 en UFC 180 contra Humberto Brown. Consiguió la primera victoria en la UFC por estrangulamiento por guillotina en el tercer asalto.
La siguiente vez que se enfrentó a Clay Collard fue el 13 de junio de 2015 en UFC 188. Ganó por decisión unánime con 30-27 en toda la tabla.
En su tercera aparición para una pelea de UFC, Benítez se enfrentó a Andre Fili el 21 de noviembre de 2015 en UFC Fight Night: Magny vs. Gastelum.  Perdió la pelea por KO en el primer asalto.
El 17 de septiembre de 2016, Benítez se enfrentó a Sam Sicilia en UFC Fight Night: Poirier vs. Johnson. Derrotó a Sicilia por estrangulamiento de guillotina en el segundo asalto.
Benítez se enfrentó a Enrique Barzola, el campeón de peso pluma de The Ultimate Fighter: Latin America 2, el 13 de mayo de 2017 en UFC 211. Después de tres asaltos, los jueces otorgaron la victoria a Barzola con un 29-28 en el marcador.
Benítez se enfrentó a Jason Knight el 9 de diciembre de 2017 en UFC Fight Night: Swanson vs. Ortega. Ganó el combate por decisión unánime.
Benítez se enfrentó a Humberto Bandenay el 19 de mayo de 2018 en UFC Fight Night: Maia vs. Usman. Ganó el combate por nocaut gracias a un golpe y puñetazos a los 39 segundos del primer asalto. Esta victoria le valió el premio Actuación de la Noche.
Benítez se enfrentó a Sodiq Yusuff el 17 de agosto de 2019 en UFC 241. Perdió el combate por nocaut en el primer asalto.
Se esperaba que Benítez se enfrentara a Lerone Murphy el 21 de marzo de 2020 en UFC Fight Night: Woodley vs. Edwards. Debido a la pandemia de COVID-19, el evento fue finalmente pospuesto.
Benítez se enfrentó a Omar Morales el 13 de mayo de 2020 en UFC Fight Night: Smith vs. Teixeira. Perdió el combate por decisión unánime.
Benítez tenía previsto enfrentarse a Justin Jaynes el 14 de noviembre de 2020 en UFC Fight Night: Felder vs. dos Anjos. El combate se canceló después de que Benítez diera positivo por COVID-19. El emparejamiento quedó intacto y finalmente tuvo lugar el 5 de diciembre de 2020 en UFC on ESPN: Hermansson vs. Vettori. Ganó el combate por nocaut técnico en el primer asalto. Esta pelea le valió el premio Actuación de la Noche.
Benítez tenía previsto enfrentarse a Jonathan Pearce el 1 de mayo de 2021 en UFC on ESPN: Reyes vs. Procházka. Sin embargo, al pesar más de 4 libras durante el pesaje, el combate fue cancelado.
Benítez se enfrentó a Billy Quarantillo en sustitución de Herbert Burns, el 17 de julio de 2021 en UFC on ESPN: Makhachev vs. Moisés. Perdió el combate por nocaut técnico en el tercer asalto. Esta victoria le valió el premio a la Pelea de la Noche.
Benítez estaba programado para enfrentar a T.J Brown el 15 de enero de 2022 en UFC en ESPN 32. No obstante días antes del evento, se vio obligado a retirarse y Charles Rosa lo reemplazó.
Benítez se enfrentó a David Onama el 19 de febrero de 2022 en UFC Fight Night: Walker vs. Hill. En los pesajes, dio 148 libras, dos por encima del límite de pelea sin título de peso pluma. La pelea se desarrolló en peso pactado y fue multado con el 30% de su bolsa. Benítez perdió vía nocaut en el primer asalto.
Benítez se enfrentó a Charlie Ontiveros el 13 de agosto de 2022 en UFC on ESPN 41. Ganó la pelea por nocaut técnico en el primer asalto.
Benítez se enfrentó a Jim Miller el 13 de enero de 2024 en UFC Fight Night 234. Perdió por sumisión de manivela facial en el tercer asalto.
Benítez se enfrentó a Maheshate Hayisaer, reemplazando a Anshul Jubli, el 27 de abril de 2024 en UFC on ESPN 55. Perdió la pelea por decisión dividida.
El 13 de diciembre de 2024, se anunció que Benitez fue liberado de su contrato con UFC, dando fin a una estancia de 10 años.

## Campeonatos y logros

### Artes marciales mixtas
- Ultimate Fighting Championship
  - Actuación de la Noche (tres veces) vs. Humberto Bandenay y Justin Jaynes[30][41]
  - Tercera mejor defensa de golpes en la historia de la UFC (73.20%)[58]
  - Mejor defensa de golpeo en la historia del peso pluma (73.20%)
  - Mejor defensa de golpes entre los luchadores activos de la UFC (73.20%)
  - Décima tasa más alta de golpes significativos aterrizados por minuto, en la historia del peso pluma (4.23)
  - Quinto mejor diferencial de golpes en la historia del peso pluma (1.63)[59]

- Ultimate Warrior Challenge
  - Campeón de peso pluma de UWC (una vez)

- Xtreme Kombat
  - Campeón del peso pluma del Xtreme Kombat (una vez) vs. Antonio Ramírez

- Xtreme Fighters Latino
  - Campeón latino de peso pluma de Xtreme Fighters (una vez) vs. Daniel Salas

- Xplode Fight Series
  - Campeón de peso pluma de Xplode Fight Series (una vez) vs. Ryan Bixler

## Récord en artes marciales mixtas
| Récord profesional | Récord profesional | Récord profesional |
| 35 peleas          | 23 victorias       | 12 derrotas        |
| ------------------ | ------------------ | ------------------ |
| Nocaut             | 9                  | 4                  |
| Sumisión           | 10                 | 3                  |
| Decisión           | 4                  | 5                  |

| Resultado | Récord | Oponente               | Método                                             | Evento                                                          | Fecha                    | Ronda | Tiempo | Localización              | Notas                                                                                 |
| --------- | ------ | ---------------------- | -------------------------------------------------- | --------------------------------------------------------------- | ------------------------ | ----- | ------ | ------------------------- | ------------------------------------------------------------------------------------- |
| Derrota   | 23–12  | Maheshate Hayisaer     | Decisión (dividida)                                | UFC on ESPN: Nicolau vs. Perez                                  | 27 de abril de 2024      | 3     | 5:00   | Las Vegas, Nevada         |                                                                                       |
| Derrota   | 23–11  | Jim Miller             | Sumisión (face crank)                              | UFC Fight Night: Ankalaev vs. Walker 2                          | 13 de enero de 2024      | 3     | 3:25   | Enterprise, Nevada        |                                                                                       |
| Victoria  | 23–10  | Charlie Ontiveros      | TKO (golpes)                                       | UFC on ESPN: Vera vs. Cruz                                      | 13 de agosto de 2022     | 1     | 3:35   | San Diego, California     | Retorno a peso ligero.                                                                |
| Derrota   | 22–10  | David Onama            | KO (golpe)                                         | UFC Fight Night: Walker vs. Hill                                | 19 de febrero de 2022    | 1     | 4:24   | Las Vegas, Nevada         | Pelea de peso pactado (148 lb); Benítez perdió peso.                                  |
| Derrota   | 22–9   | Billy Quarantillo      | TKO (golpe)                                        | UFC on ESPN: Makhachev vs. Moisés                               | 17 de julio de 2021      | 3     | 3:40   | Las Vegas, Nevada         | Pelea de la Noche.                                                                    |
| Victoria  | 22–8   | Justin Jaynes          | TKO (rodillazo al cuerpo y codazos)                | UFC on ESPN: Hermansson vs. Vettori                             | 5 de diciembre de 2020   | 1     | 4:06   | Las Vegas, Nevada         | Actuación de la Noche.                                                                |
| Derrota   | 21–8   | Omar Morales           | Decisión (unánime)                                 | UFC Fight Night: Smith vs. Teixeira                             | 13 de mayo de 2020       | 3     | 5:00   | Jacksonville, Florida     | Regreso al peso ligero.                                                               |
| Derrota   | 21–7   | Sodiq Yusuff           | TKO (golpe)                                        | UFC 241                                                         | 17 de agosto de 2019     | 1     | 4:14   | Anaheim, California       |                                                                                       |
| Victoria  | 21–6   | Humberto Bandenay      | KO (golpe)                                         | UFC Fight Night: Maia vs. Usman                                 | 19 de mayo de 2018       | 1     | 0:39   | Santiago de Chile         | Actuación de la Noche.                                                                |
| Victoria  | 20–6   | Jason Knight           | Decisión (unánime)                                 | UFC Fight Night: Swanson vs. Ortega                             | 9 de diciembre de 2017   | 3     | 5:00   | Fresno, California        | A Knight se le descontó un punto en el primer asalto por morder los dedos de Benítez. |
| Derrota   | 19–6   | Enrique Barzola        | Decisión (unánime)                                 | UFC 211                                                         | 13 de mayo de 2017       | 3     | 5:00   | Dallas, Texas             |                                                                                       |
| Victoria  | 19–5   | Sam Sicilia            | Sumisión técnica (estrangulamiento por guillotina) | UFC Fight Night: Poirier vs. Johnson                            | 17 de septiembre de 2016 | 2     | 1:20   | Hidalgo, Texas            |                                                                                       |
| Derrota   | 18–5   | Andre Fili             | KO (patada en la cabeza y golpes)                  | The Ultimate Fighter Latin America 2 Finale: Magny vs. Gastelum | 21 de noviembre de 2015  | 2     | 1:20   | Monterrey                 |                                                                                       |
| Victoria  | 18–4   | Clay Collard           | Decisión (unánime)                                 | UFC 188                                                         | 13 de junio de 2015      | 3     | 5:00   | Ciudad de México          |                                                                                       |
| Victoria  | 17–4   | Humberto Brown         | Sumisión técnica (estrangulamiento por guillotina) | UFC 180                                                         | 15 de noviembre de 2014  | 3     | 0:30   | Ciudad de México          |                                                                                       |
| Victoria  | 16–4   | Angelo Sánchez         | Decisión (unánime)                                 | Orthrus Promotions: Triple A MMA 5                              | 29 de mayo de 2014       | 3     | 5:00   | Albuquerque, Nuevo México | Debut en el peso pluma.                                                               |
| Victoria  | 15–4   | Rey Trujillo           | TKO (golpe)                                        | Fresquez Productions: Havoc                                     | 6 de diciembre de 2013   | 2     | 3:25   | Albuquerque, Nuevo México |                                                                                       |
| Derrota   | 14–4   | Richard Villa          | Sumisión (gancho de talón)                         | Jackson's MMA Series 11                                         | 10 de agosto de 2013     | 1     | 0:52   | Albuquerque, Nuevo México |                                                                                       |
| Derrota   | 14–3   | Rigo Oropeza           | Sumisión (estrangulamiento por guillotina)         | UWC México 13                                                   | 2 de marzo de 2013       | 1     | 0:19   | Tijuana                   |                                                                                       |
| Victoria  | 14–2   | Antonio Ramírez        | KO (golpe)                                         | Xtreme Kombat 17                                                | 21 de septiembre de 2012 | 1     | 1:24   | Ciudad de México          |                                                                                       |
| Victoria  | 13–2   | Ryan Bixler            | TKO (golpes)                                       | Xplode Fight Series: Hunted                                     | 19 de mayo de 2012       | 1     | 1:24   | Valley Center, California |                                                                                       |
| Victoria  | 12–2   | Jorge López            | Sumisión (estrangulamiento por detrás)             | UWC México 12                                                   | 24 de marzo de 2012      | 2     | 3:12   | Tijuana                   |                                                                                       |
| Victoria  | 11–2   | Raúl Bellereza         | Decisión (unánime)                                 | Xtreme Fighters Latino                                          | 26 de mayo de 2011       | 5     | 5:00   | Ciudad de México          |                                                                                       |
| Victoria  | 10–2   | Raúl Bellereza         | Sumisión (estrangulamiento por detrás)             | UWC México 9                                                    | 26 de marzo de 2011      | 1     | 3:29   | Tijuana                   |                                                                                       |
| Victoria  | 9–2    | Manuel Ramos Gallareta | Sumisión (kimura)                                  | UWC México 5                                                    | 13 de febrero de 2010    | 1     | 1:03   | Tijuana                   |                                                                                       |
| Victoria  | 8–2    | Tito Castro            | TKO (golpes)                                       | UWC México 4                                                    | 28 de noviembre de 2009  | 2     | 2:15   | Tijuana                   |                                                                                       |
| Victoria  | 7–2    | Shawn Major            | Sumisión (barra de brazo)                          | Ultimate Challenge Mexico 12                                    | 3 de octubre de 2009     | 1     | 0:39   | Tijuana                   |                                                                                       |
| Victoria  | 6–2    | Shawn Major            | TKO (parada médica)                                | UWC México 2                                                    | 30 de mayo de 2009       | 1     | 2:13   | Tijuana                   |                                                                                       |
| Victoria  | 5–2    | Kyle Olsen             | Sumisión (estrangulamiento por guillotina)         | UWC México 1                                                    | 28 de febrero de 2009    | 1     | 1:24   | Tijuana                   |                                                                                       |
| Derrota   | 4–2    | Yaotzin Meza           | Decisión (unánime)                                 | Noche de Gladiadores                                            | 24 de mayo de 2008       | 3     | 3:00   | Hermosillo                |                                                                                       |
| Victoria  | 4–1    | Alan Mar               | Sumisión (estrangulamiento por guillotina)         | Ultimate Challenge Mexico 6                                     | 19 de abril de 2008      | 3     | 2:04   | Tijuana                   |                                                                                       |
| Victoria  | 3–1    | Dominic Gutiérrez      | Sumisión (barra de brazo)                          | Tijuana Municipal Sports Institute: No Way Out                  | 19 de abril de 2008      | 1     | 2:31   | Tijuana                   |                                                                                       |
| Derrota   | 2–1    | Emilio Chávez          | Decisión (unánime)                                 | Cage of Fire 10                                                 | 24 de noviembre de 2007  | 3     | 5:00   | Bandera de México         |                                                                                       |
| Victoria  | 2–0    | Tomas Huerta           | KO (golpes)                                        | Ultimate Challenge Mexico 4                                     | 10 de noviembre de 2007  | 1     | 0:00   | Tijuana                   |                                                                                       |
| Victoria  | 1–0    | Martin Pérez           | Sumisión (barra de brazo)                          | Ultimate Challenge Mexico 2                                     | 28 de julio de 2007      | 2     | 2:00   | Tijuana                   |                                                                                       |